# Game Boy Advance
Game Boy Advance — 32-розрядна портативна гральна система компанії Nintendo. Є спадкоємицею Game Boy Color.

## Історія
У 2000 році Nintendo випустила нову 32-бітну портативну ігрову консоль Game Boy Advance з широким кольоровим дисплеєм (32 768 відтінків), 32-розрядним процесором, що працює на частоті 16,78 МГц і Z80 на 8 МГц. Game Boy Advance був вперше показаний на виставці Spaceworld у Токіо 24 серпня 2000 року. У Японії консоль надійшла в продаж 21 березня 2001 року за ціною 9800 ієн (близько 100 дол). В США продажі почалися набагато пізніше.
Нова приставка підтримувала двовимірні ігри які були видані для більш ранніх платформ. Швидше за все, компанія Nintendo планувала зробити Game Boy Advance виключно аркадною платформою для 2D жанрів — саме тому Game Boy Advance сумісна з картриджами для попередніх моделей (Game Boy та Game Boy Color) та має повну сумісність з ігровою приставкою Nintendo GameCube. Тим не менше, існують 3D ігри для Game Boy.
Пізніше Nintendo випустила оновлену модель Game Boy Advance SP — компактнішу, у форм-факторі розкладачки з підсвічуванням та акумулятором для підзарядки. У 2005 році Nintendo випустила оновлену версію Game Boy Advance — Game Boy Micro. Мініатюрна приставка підтримує ігри від Game Boy Advance.

## Технічні характеристики
- Процесор: 32-розрядний arm7tdmi на частоті 16,78 МГц і Z80 на 8 МГц.
- ОЗП: 32 Кбайт, 256 Кбайт зовнішньої оперативної пам'яті
- Відеопам’ять: 96 Кбайт
- Накопичувачі: картриджі 4-32 Мбайт.
- Екран: TFT, 240 × 160 пікселів, 32 768 кольорів, діагональ 74 мм.
- Елементи управління: хрестовина (+), шифт L і R, кнопки A і B, SELECT, START.
- Додатково: Плавний регулятор гучності, вихід на навушники (роз'єм Mini-jack 3,5 мм). Працює з картриджами від Game Boy і Game Boy Color. Послідовний порт. Має можливість з'єднання до 4 приставок в одну мережу. Працює від 2-х пальчикових батарейок типу AA (3 вольта).
- Існувала дуже рідкісна модель з ТБ виходом та екраном з постійно включеною підсвіткою в класичному корпусі.

## Програмна емуляція
- NO $ GBA — пропріетарний емулятор і відладчик для Windows.
- VisualBoyAdvance — опис, характеристики + файл програми
- BoycotteAdvance
- RascalBoyAdvance